# Sabsu
Sabsu (čínsky v českém přepisu Sa-pu-su, pchin-jinem Sàbùsù, znaky zjednodušené 萨布素, tradiční 薩布素; † kolem 1701) byl mandžuský vojevůdce, generál korouhevních vojsk říše Čching.

## Život
Sabsu pocházel z mandžuského klanu Fuca, patřil k žluté korouhvi s lemem. Žil v Ule (dnešní Girin), kde sloužil jako plukovník.
Roku 1677 s dvěma sty vojáky doprovázel skupinu pověřenců z Pekingu, kteří hledali nejvyšší horu pohoří Čchang-paj, odkud měl pocházet předek rodu Aisin Gioro. Za účast na úspěšné expedici byl povýšen na vojenského zástupce správce Ninguty.
Na přelomu let 1682/83 doprovázel Langtana a Pengcuna v jejich výzvědné expedici k Albazinu. Roku 1683 vytáhl s armádou z Ninguty na sever k Amuru, na němž vybudoval dvě opevněné základny, Ajgun a Kumarsk. Přitom zajal skupinu Rusů plavících se k ústí Zeji. Velikost jeho armády odhadli Rusové na 10 tisíc lidí na 300 lodích, se 300 velkými i malými děly. Ve druhé polovině roku vyslal oddíly o 400–500 mužích k ruským ostrohům v povodí Zeji, dva obsadili bez problémů, poslední z nich, Verchnozejský se držel až do února 1684.
Téhož roku byl jmenován vojenským správcem Chej-lung-ťiangu se sídlem v Ajgunu s úkolem vypořádat se s Rusy, ale jeho postup byl váhavý a pomalý. Roku 1685 byl proto císařem pokárán.
S posilami přivedenými Pengcunem v červnu 1685 zaútočil na Albazin, po krátkém obléhání se Rusové vzdali a odešli. Sabsu byl vyznamenán a jeho velitelství přeloženo do Mergenu. Rusové však Albazin obnovili, proto je od července 1686 opět obléhal, od listopadu 1686 kvůli zahájení jednání přerušil boje a následující rok se stáhl do Mergenu. V létě 1689 přivedl do Něrčinska na podporu čchingských vyslanců nejméně 3000 mužů.
Roku 1696 v tažení proti džúngarskému chánu Galdanovi velel východní armádě, která strážila západní hranice Mandžuska. Roku 1701 byl degradován protože zanedbával rozvoj zemědělství ve svěřeném regionu a pokusil se to skrýt, když předešlý rok vypukl hladomor.
Později byl jmenován mladším pomocníkem komořího císařské gardy, ale krátce nato zemřel.